# Люк Кейдж (2-й сезон)
Второй сезон американского телевизионного веб-сериала «Люк Кейдж», который основан на одноимённом персонаже Marvel Comics, рассказывает о том, как Кейдж становится героем и знаменитостью в Гарлеме после того, как очистил своё имя, но столкнулся с новой угрозой. Сериал входит в Кинематографическую вселенную Marvel (КВМ), и он напрямую связан с фильмами и другими телесериалами франшизы. Производством сезона занималось Marvel Television совместно с ABC Studios, шоураннером сезона выступил Чео Ходари Кокер.
Майк Колтер исполняет роль Кейджа, и из основного актёрского состава также вернулись Симон Миссик, Тео Росси и Элфри Вудард. К ним присоединились Габриэль Деннис и Мустафа Шакир, а Джессика Хенвик, Финн Джонс и Стивен Райдер вернулись к своим ролям из других сериалов Marvel/Netflix; Розарио Доусон также возвращается в качестве приглашённой звезды. Сезон был заказан в декабре 2016 года, и его съёмки проходили в Нью-Йорке с июня по ноябрь 2017 года. Кокер снова сделал акцент на музыке в сезоне: Эдриан Янг и Али Шахид Мухаммад вернулись к написанию оригинальной партитуры, используя блюз и регги, чтобы представить конфликт между семьёй Стоуксов и Бушмастером в исполнении Шакира; в сезоне снова представлены выступления различных артистов; и каждый эпизод назван в честь одной из песни дуэта Pete Rock & CL Smooth. Редж Э. Кэти исполняет повторяющуюся роль отца Кейджа, что стало одним из его последних выступлений, и сезон посвящён его памяти.
Премьера сезона состоялась 21 июня 2018 года, до того, как все 13 серий были выпущены на Netflix 22 июня. Он удостоился широкой похвалы, причём многие говорили, что он лучше первого сезона, особенно в плане повествования и актёрского состава (особенно похвалили игру Вудард), хотя снова была некоторая критика за его темп. Netflix закрыл сериал 19 октября 2018 года.

## Эпизоды
| № общий | № в сезоне | Название                                                                   | Режиссёр                | Автор сценария                | Дата премьеры |
| --- | ---------- | -------------------------------------------------------------------------- | ----------------------- | ----------------------------- | ------------- |
| 1 | 1          | «Брат по духу #1» «Soul Brother #1»                                        | Люси Лью                | Чео Ходари Кокер              | 22 июня 2018  |
| Люк Кейдж, пуленепробиваемый защитник Гарлема, стал знаменитостью. Его друг Д. В. Гриффит пытается заработать ему немного денег с помощью товаров и приложения, которое отслеживает местонахождение Кейджа. Он проводит свои ночи, пытаясь помешать распространять наркотики под его именем. После тайной битвы под Midland Circle Мисти Найт восстанавливается после потери руки и не намерена возвращаться к работе в полиции, пока не обнаруживает, что около 30 преступников, которых она ранее отправила в тюрьму, теперь освобождены из-за её покойного коррумпированного партнёра Рафаэля Скарфа. Одним из таких преступников является Донтрелл «Таракан» Гамильтон, который хочет купить криминальную империю Мэрайи Диллард вместе с контрабандистом наркотиков Артуро «Эль Рэем» Гомесом III и лидером ямайской банды Найджелом Гаррисоном. Гриффит помогает Кейджу опознать Эль Рэя как лидера наркокартеля «Люка Кейджа» и передаёт его капитану Найт, Тому Риденауэру, в то время как Гаррисон убит Джоном Макивером, пережившим несколько выстрелов, который прибыл с Ямайки, планируя отобрать Гарлем у Диллард. Joi, D-Nice и Дональд Гаррисон выступают в эпизоде. |            |                                                                            |                         |                               |               |
| 2 | 2          | «Выяснение отношений» «Straighten It Out»                                  | Стеф Грин               | Акела Купер                   | 22 июня 2018  |
| Макивер посещает врача-холиста Тильду Джонсон, чтобы раздобыть ингредиенты для усиления действия растения паслёна, которое он использует для заживления своих ран и увеличения силы. Джонсон — дочь Диллард, и она также навещает её, потому что хочет публично воссоединиться с Джонсон после долгих лет разлуки, чтобы улучшить свой имидж. Диллард хочет стать законной деловой женщиной и поэтому она продаёт свой оружейный бизнес. Она организует освобождение Эль Рэя под залог и отправляет своего любовника Эрнана «Шейдса» Альвареса завершить сделку вместе с ним. Когда Эль Рэй отказывается и проявляет неуважение к Диллард, Шейдс убивает его. Найт теперь находится на «лёгком дежурстве» и не может преследовать зацепки, но направляет Кейджа к Таракану. Кейдж считает, что он неуязвим, но Таракану удаётся ранить его с помощью мощного пистолета с близкого расстояния. Это беспокоит подругу Кейджа, бывшую медсестру Клэр Темпл, которая борется со своей неспособностью помочь Кейджу, а также с его нежеланием налаживать отношения с его отстранённым отцом Джеймсом Лукасом. Джонсон соглашается дать своей матери ещё один шанс. Гэри Кларк — младший и DJ Mister Cee выступают в эпизоде.                                                                        |            |                                                                            |                         |                               |               |
| 3 | 3          | «Срыв» «Wig Out»                                                           | Марк Джобст             | Мэтт Оуэнс                    | 22 июня 2018  |
| Когда Кейджу сообщают, что Таракан избивает свою жену и сына, он идёт в их квартиру и жестоко избивает самого Таракана. Перепуганная Темпл звонит Найт, которая позволяет Кейджу покинуть место происшествия до того, как прибудут её соперница детектив Нанди Тайлер и напарник Тайлер Марк Бэйли. Позже Найт получает выговор за это, но Риденауэр объясняет, что он не может отстранить Найт от работы из-за её высокого статуса в департаменте как героя-инвалида. Позже Найт практикуется в бою одной рукой вместе с Коллин Винг, которую Найт защищала, когда потеряла руку. Поскольку Эль Рэй мёртв, а Таракан в больнице, Шейдс обращается к Гаррисону; вместо него он находит Макивер, который более чем готов заплатить Диллард. Позже Кейдж прибывает в поисках Гаррисона и сражается с несколькими членами банды, вооружёнными различным оружием. Макивер тайно снимает это на видео и тренируется перед отснятым материалом. После встречи с Лукасом, Темпл говорит Кейджу о его гневе, и тот ссорится с ней. Она просит его уйти, и он сталкивается с Макивером, называющим себя Бушмастером. Эсперанса Сполдинг выступает в эпизоде. |            |                                                                            |                         |                               |               |
| 4 | 4          | «Перехожу в атаку» «I Get Physical»                                        | Салли Ричардсон-Уитфилд | Мэттью Лопес                  | 22 июня 2018  |
| Бушмастер бьёт и вырубает Кейджа, и видеозапись их драки распространяется по Интернету. Увидев это и узнав Бушмастера, Джонсон начинает исследовать ингредиенты, которые она ему продала. Проснувшись, Кейдж решает продолжить расследование в отношении ямайцев и возвращается на место своей драки с членами банды вместе с Найт. Они обнаруживают обезглавленное тело Гаррисона, и Найт удаётся поговорить с владельцем здания, который вырос вместе с Бушмастером, и объяснить, что он намерен исправить предполагаемые обиды, совершённые против его родителей. По уликам в здании Кейдж навещает Джонсон, и она даёт ему лекарство, чтобы помочь с сотрясением мозга. Бушмастер приходит Диллард и рассказывает, что его предки когда-то вели бизнес с её предками. Шейдс следует за ним обратно в ресторан, которым управляют его знакомые, в то время как друг Шейдса, Дариус «Команч» Джонс, который конфликтовал с Диллард, тайно отчитывается перед Риденауэром. Друг Кейджа, Бобби Фиш, уезжает, чтобы стать донором органов для своей больной дочери, и к Кейджу приходит судебный курьер. Кристон «Kingfish» Инграм выступает в эпизоде. |            |                                                                            |                         |                               |               |
| 5 | 5          | «Души не осталось» «All Souled Out»                                        | Кейси Леммонс           | Иэн Стоукс                    | 22 июня 2018  |
| Таракан подаёт в суд на Кейджа за нападение на него, и Кейдж соглашается заплатить ему $100 000, вместо того чтобы рисковать обращением в суд. Брокер Рэймонд «Пиранья» Джонс инвестирует деньги от продажи Диллард Бушмастеру в компанию по производству пластмасс Майка Хиггинса, которого Диллард шантажом заставляет согласиться на корпоративное слияние, которое значительно увеличивает прибыль от её новых акций. Впоследствии Хиггинс исчезает, в то время как Диллард использует своё новое «законное» состояние, чтобы открыть семейный центр в Гарлеме. Она рассказывает всё это Джонсон, надеясь, что они смогут управлять центром вместе. Пиранья устраивает вечеринку, чтобы отпраздновать их успешное предприятие, и нанимает Кейджа, который ищет способ заплатить Таракану, чтобы тот появился на вечеринке. Кейдж спасает Пиранью, когда люди Бушмастера пытаются похитить его. Винг и её бойфренд-миллиардер Дэнни Рэнд дарят Найт роботизированную руку. Найт хочет подставить Таракана, прежде чем находит его тело. На открытии своего центра Диллард обнаруживает отрубленные головы Таракана, Хиггинса и работающего на Шейдса Рэй-Рэя. Ghostface Killah и Эдриан Янг выступают в эпизоде.                                                                            |            |                                                                            |                         |                               |               |
| 6 | 6          | «Подвал» «The Basement»                                                    | Миллисент Шелтон        | Аида Машака Кроул             | 22 июня 2018  |
| Диллард отказывается сотрудничать с полицией, несмотря на общую историю с Риденауэром. Найт признаётся Риденауэру в желании подставить Таракана, но, когда он решает не наказывать её, она увольняется из-за чувства вины. Кейдж и Пиранья скрываются, пока люди Бушмастера прочёсывают окрестности в поисках их. Кейдж настаивает на том, что он отведёт Пиранью в полицию, несмотря на то, что Пиранья хочет заплатить Кейджу как «герою по найму». После обсуждения своих отцов Кейдж решает отвести Пиранью в церковь Лукаса для защиты. Шейдс и Команч безуспешно ищут Пиранью и вспоминают об их отношениях в тюрьме. Команч считает, что Шейдсу следует избавиться от Диллард и самому стать криминальным авторитетом Гарлема. Позже Шейдс рассказывает Диллард о том, как он последовал за Бушмастером в ресторан, и она планирует, что они сделают с его знакомыми, как только найдут Пиранью, который контролирует их деньги. Кейдж связывается с Бушмастером, и они встречаются для драки, которая заканчивается тем, что Кейджа парализует порошкообразное вещество и Бушмастер сбрасывает его с моста. |            |                                                                            |                         |                               |               |
| 7 | 7          | «Снова и снова» «On and On»                                                | Рашад Эрнесто Грин      | Николь Мэттьюс                | 22 июня 2018  |
| Паралич проходит как раз вовремя, чтобы Кейдж смог выплыть на поверхность, и он возвращается в церковь, где обнаруживает пропажу Пираньи. Риденауэр пытается убедить Найт вернуться к работе и рассказывает ей о том, что у него есть информатор. Вместо этого она работает с Кейджем, чтобы найти Пиранью. Диллард понимает, что у Риденауэра есть информатор, и сомневается в верности своих людей. Тем временем Бушмастер захватывает Пиранью, использует его, чтобы забрать все деньги и имущество Диллард, а затем убивает его. Кейдж и Найт находят его голову. Риденауэр встречается с Команчем, который паникует из-за возможной поимки, но Шейдс следует за Команчем на эту встречу. Команч убивает Риденауэра, а затем Шейдс стреляет в Команча, обставляя это так, что это сделал Риденауэр. Диллард решает мигом скрыться вместе с Джонсон, но её ловит Бушмастер и оставляет их в горящем доме в отместку за то, что семья Стоуксов сожгла его мать заживо. Затем Бушмастер объявляет клуб семьи Стоуксов «Гарлемский рай» своим, в то время как Кейдж спасает Диллард и Джонсон. Стивен Марли выступает в эпизоде. |            |                                                                            |                         |                               |               |
| 8 | 8          | «Если всё просто, значит не правильно» «If It Ain't Rough, It Ain't Right» | Нима Барнетт            | Луис Джексон                  | 22 июня 2018  |
| Когда Бушмастер узнаёт, что Кейдж спас Диллард, он планирует увеличить свою силу с помощью паслёна. Кейдж отводит Диллард и Джонсон в полицейский участок, где Найт, которая официально не подала в отставку, теперь является главной. Прибывает Шейдс, и Найт приходит к выводу, что он, скорее всего, убил Команча или Риденауэра, но у неё нет никаких доказательств того, что это сделал он. Люди Бушмастера стреляют в Диллард и Джонсон за пределами участка, но Кейдж помогает им сбежать. Найт использует это, чтобы получить ордер на обыск в «Гарлемском раю», но они не находят ничего компрометирующего. Беспокоясь о безопасности своих близких, Кейдж посещает службу в церкви и остаётся там, чтобы защитить своего отца, когда прибудут люди Бушмастера. В то же время Диллард и Джонсон подвергаются нападению, и Диллард объясняет, что матриарх Стоуксов, Мама Мейбл, вынудила её отдать дочь своим кузенам, семье Джонсонов. Найт и Тайлер прибывают, чтобы защитить их, вскоре за ними следуют Кейдж и Лукас, и Кейдж просит Найт позвать Рэнда на помощь. |            |                                                                            |                         |                               |               |
| 9 | 9          | «Во имя отца» «For Pete's Sake»                                            | Кларк Джонсон           | Мэтт Оуэнс и Иэн Стоукс       | 22 июня 2018  |
| Найт доставляет Кейджа, Лукаса, Диллард и Джонсон в недостроенное здание, принадлежащее «Rand Enterprises», где Диллард соглашается дать показания против Бушмастера в обмен на неприкосновенность. Найт и Кейдж против этого, но согласны с тем, что они могут сражаться только по одному за раз. Найт возвращается в участок, где теперь командует заместитель начальника полиции Присцилла Ридли. Кейдж рассказывает Джонсон, что Диллард убила их кузена Корнелла Стоукса, и Диллард признаётся в этом, когда Джонсон противостоит ей. Диллард объясняет, что Стоукс насмехался над ней по поводу того, как она была изнасилована в детстве их дядей Питом, и рассказывает, что именно так была зачата Джонсон и почему Диллард её не любит. Поскольку Бушмастер назначил крупную награду за Диллард, Тайлер сообщает ему о местонахождении группы. Там Кейджу удаётся победить Бушмастера. Диллард сбегает и воссоединяется с Шейдсом, который захватил дядю Бушмастера, Пола Макинтоша. Бушмастер также сбегает, взорвав гранату, а затем заставив Джонсон исцелить его. Кейдж начинает примиряться со своим отцом. |            |                                                                            |                         |                               |               |
| 10 | 10         | «Основной ингредиент» «The Main Ingredient»                                | Энди Годдард            | Акела Купер                   | 22 июня 2018  |
| По просьбе Темпл, Дэнни Рэнд, который защищает остальной Манхэттен как Бессмертный Железный кулак, встречается с Кейджем и настаивает на том, чтобы помочь ему найти Бушмастера. Понимая, что ему потребуется исцеление после побега из полиции, они начинают поиски Джонсон, но не находят её ни в её магазине, ни в «Гарлемском раю». По наводке Тёрка Барретта они исследуют заброшенный склад, где ямайцы пытаются выращивать больше паслёна, но для этого требуются условия Ямайки. Кейдж и Рэнд пробиваются сквозь толпу людей и уничтожают лабораторию, когда им не удаётся найти Джонсон с Бушмастером. Найт и Ридли обнаруживают предательство Тайлер и арестовывают её. Поскольку Пиранью пытали, прежде чем он отдал деньги и имущество Диллард Бушмастеру, они законно возвращаются ей, и она возвращает себе «Гарлемский рай». Приняв своё наследие как Стоукса, она приказывает убить всех в ямайском ресторане, а затем сжигает Пола Макинтоша заживо, чтобы отправить послание Бушмастеру. Шейдс встревожен её новым поведением. Фейт Эванс и Jadakiss выступают в эпизоде. |            |                                                                            |                         |                               |               |
| 11 | 11         | «Творец» «The Creator»                                                     | Стивен Сёрджик          | Николь Мэттьюс и Мэттью Лопес | 22 июня 2018  |
| В детстве Бушмастер был единственным ребёнком из группы, переживший неудачную вакцинацию. После того, как в 1980-х годах бизнес-сделка между его отцом, Куинси Макивером, и Сэмюэлем Стоуксом сорвалась и привела к их смерти, мать Бушмастера Гвен попыталась подать в суд на семью Стоуксов, а жена Стоукса, Мейбл, в ответ сожгла дом Гвен. Бушмастер выжил, но в него выстрелил Пит Стоукс. Он был спасён паслёном, и теперь Джонсон снова может исцелить его с помощью него. Она предупреждает, что он близок к смерти из-за отказа его органов. Он позволяет ей уйти. Тем временем Кейдж находит жену Макинтоша, Ингрид, которая пережила стрельбу в ресторане, но она отказывается давать показания против Диллард. Он ведёт её посмотреть на тело мужа, где они встречают Бушмастера. Он и Кейдж соглашаются, что их следующий бой будет последним. Идя против правил семьи Стоуксов, Диллард заключает сделку, чтобы начать продавать героин в Гарлеме. Шейдс противостоит ей по поводу недавних действий, что приводит к ссоре и прекращению их отношений. Он решает сдаться Найт. |            |                                                                            |                         |                               |               |
| 12 | 12         | «Меня не очернишь» «Can't Front On Me»                                     | Эварадо Гаут            | Аида Машака Кроул             | 22 июня 2018  |
| Диллард возглавляет коалицию главарей банд со всего Нью-Йорка, обещая убрать Бушмастера, который возмущён использованием его имени в новых поставках героина. Он нападает на завод, где производятся наркотики, закрывая его вместе с Кейджем. Бушмастер сбегает, когда Кейдж не позволяет ему уничтожить улики с наркотиками. Затем Кейдж навещает Диллард и говорит ей, что больше не будет защищать её. Диллард объявляет бесплатный концерт в «Гарлемском раю», чтобы убедиться, что вокруг будет достаточно людей, и Кейдж всё равно придёт, чтобы защитить их от Бушмастера. Джонсон предлагает помочь Бушмастеру убить Диллард, показывая ему секретный вход в клуб и давая ему дополнительный паслён в качестве последнего прилива сил. Шейдс признаётся полиции во всём, что ему известно, но им нужны доказательства того, что Диллард владеет пистолетом, из которого был убит Макинтош. Он идёт в клуб во время концерта и оказывается рядом с Диллард, когда нападает Бушмастер. Кейджу и Найт удаётся остановить Бушмастера, но он убегает, когда Кейдж не смог его убить. После этого Диллард арестовывают. KRS-One выступает в эпизоде. |            |                                                                            |                         |                               |               |
| 13 | 13         | «Ностальгия по тебе» «They Reminisce Over You»                             | Алекс Гарсия Лопес      | Чео Ходари Кокер              | 22 июня 2018  |
| Пока Диллард находится в тюрьме, другие главари банд вступают в войну на улицах Гарлема. Шейдс предлагает Кейджу заменить Диллард, чтобы предотвратить приход к власти нового криминального авторитета. Кейдж угрожает итальянскому боссу Розали Карбоне, требуя, чтобы она держалась подальше от Гарлема. В тюрьме Диллард предпринимает шаги, чтобы получить власть, и приказывает убить всех своих бывших контактов и сотрудников. Джонсон помогает Бушмастеру начать восстанавливаться после употребления паслёна, и он решает вернуться на Ямайку. Он говорит ей, что Диллард всё ещё должна умереть. Джонсон решает навестить Диллард, которая говорит ей, что «Гарлемский рай» принадлежит ей по праву рождения. Затем Джонсон даёт Диллард медленно действующий яд, и в конце концов она умирает, пока Кейдж навещает её. Джонсон кремирует свою мать. После смерти Диллард сделка Шейдса больше не действительна, и его арестовывают. Когда зачитывают завещание Диллард, оно оказывается изменённым, и Кейдж теперь получает клуб. Это злит Джонсон и беспокоит Найт, которая переживает, что Кейдж станет преступником, как Диллард. Кейдж по-прежнему принимает клуб и устанавливает себя как нового «шерифа» Гарлема. Раким, Эдриан Янг и Али Шахид Мухаммад выступают в эпизоде. |            |                                                                            |                         |                               |               |

1. ↑  Каждый эпизод назван в честь одной из песни дуэта Pete Rock & CL Smooth[2].
2. 1 2  Как показано в «Защитниках» (2017).
3. ↑  Как показано в «Железном кулаке».

## В ролях
| - Майк Колтер — Люк Кейдж - Симон Миссик — Мерседес «Мисти» Найт - Тео Росси — Эрнан «Шейдс» Альварес - Габриэль Деннис — Тильда Джонсон - Мустафа Шакир — Джон «Бушмастер» Макивер - Элфри Вудард — Мэрайя Диллард | - Редж Э. Кэти — Джеймс Лукас - Рон Сефас Джонс — Бобби Фиш - Питер Джей Фернандес — Том Риденауэр - Дориан Миссик — Донтрелл «Таракан» Гамильтон - Кевин Мамбо — Шелдон - Томас К. Джонс — Дариус «Команч» Джонс - Джеремайя Ричард Крафт — Д. В. Гриффит - Чаз Ламар Шепард — Рэймонд «Пиранья» Джонс - Шон Рингголд — Шугар - Тара Роджерс — Стефани / Билли - Сар Нгауджа — Пол «Ананси» Макинтош - Джон Кларенс Стюарт — Алекс Уэсли - Антоник Смит — Нанди Тайлер - Джастин Суэйн — Марк Бэйли - Хизер Алиша Симмс — Ингрид Макинтош - Джон Кларенс Стюарт — Алекс Уэсли - Карен Питтман — Присцилла Ридли | - Розарио Доусон — Клэр Темпл - Элден Хенсон — Фогги Нельсон - Фрэнк Уэйли — Рафаэль Скарф - Дариус Калеб — Лонни Уилсон - Тихуана Рикс — Темби Уоллес - Джейд Ву — Конни Лин - Эндрю Панг — Чанг - Джонис Эбботт-Пратт — Этта Лукас - Роб Морган — Тёрк Барретт - Латаня Ричардсон Джексон — «Мама Мейбл» Стоукс - Кёртисс Кук — «Пистолет» Пит Стоукс - Генри Юк — Хай-Цинь Ян - Джейден Д. Браун — Корнелл «Щитомордник» Стоукс - Нинджа Дево — Аиша Экстон - Кассандра Фримен — Патриша Уилсон - Седли Блумфилд — Джоэл Спёрлок |

## Производство

### Разработка
В январе 2015 года главный исполнительный директор Netflix Тед Сарандос заявил, что сериал «Люк Кейдж» «имеет потенциал на несколько сезонов», а Netflix будет смотреть «насколько хороший отклик [они] имеют как у поклонников Marvel, так и у более широкой аудитории», чтобы решить, уместны ли дополнительные сезоны. В июле 2015 года Сарандос заявил, что у некоторых сериалов про Защитников «выборочно будет несколько сезонов по мере выпуска». Что касается второго сезона, шоураннер Чео Ходари Кокер заявил, что у него есть «несколько идей», в том числе, возможно, изучить аспект Люка Кейджа в качестве Героя по найму, хотя и отметил, что он не принимает «ничего из этого как должное» с точки зрения ощущения, что продление на второй сезон от Netflix будет гарантировано. Актёр Майк Колтер также считает, что Герои по найму могут быть рассмотрены в будущих сезонах, а также дальнейшее изучение изменений образа жизни Кейджа, особенно, когда речь заходит о его отношениях с Джессикой Джонс и представлении их дочери. В декабре 2016 года Netflix продлил сериал на второй сезон из 13 серий.
Кокер сравнил этот сезон со вторым альбомом группы A Tribe Called Quest под названием The Low End Theory, сказав, что их первый альбом People’s Instinctive Travels and the Paths of Rhythm «был великолепен, но тогда „Low End Theory“ была пластинкой, о которой все говорят… когда они думают о A Tribe Called Quest, переходящем на следующий уровень. Я надеюсь, что во втором сезоне у нас будут похожие звуки, но мы пойдём в более глубоком направлении». Кокер также отметил, что музыка по-прежнему будет важным элементом сезона и что Гарлем по-прежнему будет «в центре внимания» сериала.

### Сценарий
В июле 2017 года Колтер сказал, что сценарий к сезону отличался от первого, потому что «теперь мы знаем шоу. Мы знаем мир, в котором находимся, и мы вроде как знаем, что работает, а что нет, и мы просто собираемся удвоить усилия в этом направлении, так что с нетерпением ждём очень захватывающего, очень актуального и насыщенного поп-культурой шоу». Он добавил, что после первого сезона и сериала-кроссовера «Защитники» у Кейджа будет «совершенно новый взгляд на жизнь» и он больше не будет иметь дела с судебной системой. Кокер объяснил, что сюжетная линия сезона не была взята из какой-либо конкретной итерации комиксов, а вместо этого была основана на персонажах, которые появляются: «кто такой Люк Кейдж, и углубляемся в это гораздо глубже, но также узнаём разные вещи о Мэрайе Диллард, а также узнаём кое-что о Мисти Найт», включая получение её механической руки «и что это влечёт за собой с эмоциональной точки зрения». В частности, новые злодеи, представленные в этом сезоне, и их способности повлияли на историю с точки зрения того, «что это представляет против Люка». Каждый эпизод сезона назван в честь одной из песен дуэта Pete Rock & CL Smooth, точно так же, как Кокер назвал каждый эпизод первого сезона в честь одной из песен дуэта Gang Starr.

### Подбор актёров
Колтер возвращается к роли Кейджа вместе с Симон Миссик в роли Мисти Найт, Розарио Доусон в роли Клэр Темпл, Элфри Вудард в роли Мэрайи Диллард и Тео Росси в роли Эрнана «Шейдса» Альвареса. В июле 2017 года Marvel объявила о кастинге Мустафы Шакира на роль Джона Макивера и Габриэль Деннис на роль Тильды Джонсон.
Томас К. Джонс возвращается в роли Команча в этом сезоне вместе с Дэнни Джонсоном в роли Бенджамина Донована и Джастином Суэйном в роли Марка Бэйли. В октябре 2017 года стало известно, что Финн Джонс вновь исполнит свою роль Дэнни Рэнда / Железного кулака в этом сезоне. Колтер объяснил, что фанаты были заинтересованы в том, чтобы видеть больше ранее установленные отношения между Кейджем и Джессикой Джонс, но в этом сезоне они «пошли на риск» и решили вместо этого порадовать фанатов «Героев по найму», заставив Кейджа и Рэнда объединиться для части сезона. Он добавил, что Финн Джонс «привнесёт немного свежей крови в новый сезон». Джессика Хенвик также вновь появляется в своей роли Коллин Винг из «Железного кулака». После смерти Реджа Э. Кэти в феврале 2018 года Marvel объявила, что его последним выступлением в этом сезоне была роль отца Люка Кейджа, Джеймса Лукаса. Персонаж ненадолго появился в первом сезоне, где его роль исполнил неназванный актёр.
В марте 2018 года было объявлено, что Аннабелла Шиорра получила «ключевую роль» Розали Карбоне. В следующем месяце Антоник Смит присоединилась к актёрскому составу в роли детектива Нанди Тайлер, давней соперницы Мисти Найт. Кроме того, Элден Хенсон вновь исполняет свою роль Фогги Нельсона из предыдущих сериалов Marvel/Netflix.
В сезоне также в эпизодических ролях появятся звёзды ESPN Майкл Смит, Джемел Хилл и Стивен А. Смит, а также главный тренер «Нью-Йорк Джетс» Тодд Боулз, который также является главным тренером вымышленного «Гарлем Джетс». Поскольку Кокер является поклонником спорта, он решил включить список персоналий ESPN и был частично мотивирован обратиться к Майклу Смиту и Хилл из «профессионального восхищения». Кокер отметил дополнительные трудности с привлечением дуэта к участию из-за требований Marvel к конфиденциальности, а это означало, что они не могли заранее ознакомиться со сценариями. Диалоги были написаны для персонажей, хотя каждый из них что-то импровизировал, чтобы они звучали как их собственный голос. Прежде чем связаться с Боулзом, Кокер собирался спросить Дэвида Шоу, главного тренера футбольной команды «Кардинал» Стэнфордского университета, поскольку Шоу и Кокер были соседями по комнате в колледже, но время не подошло, так как Шоу набирал студентов на другом конце страны. Затем Кокер обратился к бывшему главному тренеру «Джетс» Херму Эдвардсу, поскольку у Эдвардса был один из «любимых тренерских срывов Кокера всех времён», но Эдвардс также не смог согласовать появление, в результате чего Кокер обратился к Боулзу.
Писатель, автор и педагог Джелани Кобб также снялся в эпизодической роли в этом сезоне, появившись в роли самого себя в ток-шоу, рассказывающем о способности Люка Кейджа исправить Гарлем. Кобб, у которого «двойственные отношения» с персонажем Люка Кейджа, «ходил взад и вперёд» по поводу того, появится ли он в этом сезоне. Он отметил: «Мне действительно нравится шоу, и я подумал, что это было бы забавно, но я также думаю, что иногда журналистам важно отделять то, что они делают на самом деле, от воображаемых вещей, которые они делают, особенно в эпоху фейков». Кобб обсудил возможные появления с «некоторыми людьми, которых я уважаю в этой области», чтобы узнать их мнение, и, получив их одобрение, согласился появиться.

### Съёмки
Съёмки начались 10 июня 2017 года под рабочим названием «Tiara». Производство было завершено в ноябре того же года.

### Музыка
Музыка находится в центре каждого решения, которое я принимаю для шоу, вероятно, до такой степени, что это раздражает большинство людей.
В июле 2017 года Колтер сказал, что во втором сезоне будет «другое звучание» с точки зрения музыки, похвалив музыкальных гостей сезона и объяснив, что они с Кокером выбрали «определённый тип» музыки для сезона после того, как прослушали её на вечеринке по случаю дня рождения и согласились, что там «не прозвучало ни одной плохой песни». Позже Кокер объяснил, что в этом сезоне будут исследованы корни хип-хопа с блюзом и регги, после того как первый сезон представил хип-хоп в КВМ. Он добавил, что в этом сезоне будет представлена «вся диаспора чёрной музыки» наряду с различными культурами. Эдриан Янг и Али Шахид Мухаммад снова сочинили партитуру к сезону, работая в студии Янга Linear Labs. Их музыка к сезону включала «50-минутный эпик» для одного из эпизодов. Кокер описал эту пару как «важную для успеха шоу, как и кто угодно в актёрском составе, любой режиссёр, любой сценарист, продюсер, и этим всё сказано».
Кокер хотел, чтобы в этом сезоне снова были живые музыкальные выступления после первого, и надеялся, что некоторые музыканты, которые отказали ему в первом сезоне, будут рады присоединиться ко второму после просмотра сериала. Он отметил, что идея исполнять музыкальные номера в сериале не была «удачной с точки зрения музыкального сообщества» в течение первого сезона, и ему пришлось прибегнуть ко многим услугам со времён его работы музыкальным журналистом, чтобы заполучить исполнителей, которые всё таки появились. Во втором сезоне он смог показать кадры выступлений из первого сезона, а также указать, где музыканты, выступавшие на шоу, получали «моментальные отзывы» от поклонников, узнавших о них благодаря сериалу. Поскольку Кокер впоследствии получил свой «выбор исполнителей», сезон включает живое выступление Фейт Эванс, вернувшейся из первого сезона, а также Joi & D-Nice, Гэри Кларка — младшего, Эсперансы Сполдинг, Кристона «Kingfish» Инграма, Ghostface Killah, Стивена Марли, Jadakiss, KRS-One и Ракима. Последний написал оригинальную песню для сериала, которую он исполняет в финале сезона. Сезон также включает музыку от Нины Симон и Mobb Deep.

### Связь с КВМ
После смерти капитана Риденауэра упоминается, что высокопоставленный детектив Бриджид О’Райли недавно переехала в Новый Орлеан, что является отсылкой к роли этого персонажа в сериале «Плащ и Кинжал».

## Маркетинг
Предварительный показ сезона был организован Spotify, Netflix и Кеннеди-центром 19 июня, за которым последовала афтепати с музыкальными выступлениями KRS-One, Янга и Мухаммада, а также неожиданных гостей. Премьера сезона состоялась на красной дорожке в Нью-Йорке 21 июня 2018 года.

## Релиз
Второй сезон «Люка Кейджа» был выпущен 22 июня 2018 года на стриминговом сервисе Netflix по всему миру в формате Ultra HD 4K и c расширенным динамическим диапазоном. Этот сезон, наряду с дополнительным сезоном «Люка Кейджа» и другими сериалами Marvel от Netflix, был удалён из библиотеки Netflix 1 марта 2022 года из-за того, что лицензия Netflix на сериал закончилась, а Disney вернула права себе. Сезон стал доступен на Disney+ в США, Канаде, Великобритании, Ирландии, Австралии и Новой Зеландии 16 марта, в преддверии его дебюта на других рынках Disney+ к концу 2022 года.

## Реакция критиков
На сайте-агрегаторе Rotten Tomatoes сезон держит рейтинг 85 % на основе 62 отзывов со средним рейтингом 7,2/10. Критический консенсус сайта гласит: «„Люк Кейдж“ превосходит успехи своего дебютного сезона благодаря удовлетворительно сложному повествованию и солидному актёрскому составу во главе с выдающимся исполнением Элфри Вудард роли главной злодейки Чёрной Мэрайи». На Metacritic сезон получил 64 балла из 100 на основе 13-и критиков, что указывает на «в целом благоприятные отзывы».
Присудив «отличному» сезону четыре звезды из пяти, Олли Ричардс из Empire сказал: «Большинство супергеройских сериалов Marvel терпят провал в середине сезона из-за отсутствия достаточного количества сюжета, чтобы заполнить квоту на эпизоды. Этот сезон ни разу не становится жертвой этого, потому что он основан не на сюжете, а на персонаже. Есть эпизоды, в которых мало что происходит с точки зрения событий, но персонажи углубляются и раскалываются, становясь не теми, кем они хотят быть, а больше теми, кем они должны быть, даже Люк. „Люк Кейдж“ мог сейчас почти полностью убрать любые супергеройские элементы и по-прежнему функционировать как сериал». Дэвид Бетанкур из The Washington Post выразил мнение, что сезон был «захватывающим, полным незабываемых выступлений, и в нём был не один, а два первоклассных злодея». Хотя он чувствовал, что сезон начался медленно, более поздние эпизоды — это «там, где происходит волшебство». Элисон Кин из Collider чувствовала, что «последние несколько эпизодов были фантастическими — просто нужно многое сделать, чтобы попасть туда». Кин также отметила, что «в этом сезоне много чего делается хорошо, действительно хорошо, но между ними такой большой филлер и затягивание повествования, что трудно рекомендовать это прямо», присудив сезону три звезды из четырёх.
Брайан Лоури из CNN был более критичен к сезону, посчитав, что сезон был «слабее», чем первый, отметив, что он был «в целом неплох, но всё ещё переживает эквивалент спада на втором курсе». Подобно Лоури, Алан Сепинуолл из Rolling Stone поставил сезону две звезды из четырёх, отметив, что в 13-серийном сезоне было «в лучшем случае всего три или четыре эпизода сюжета».